# 菲格罗莱斯
菲格罗莱斯，是西班牙瓦伦西亚自治区卡斯特利翁省的一个市镇。总面积12平方公里，总人口583人（2001年），人口密度49人/平方公里。